# Caio Aurélio Cota (cônsul em 75 a.C.)
Caio Aurélio Cota (m. 73 a.C.; em latim: Gaius Aurelius Cotta) foi um político da gente Aurélia da República Romana eleito cônsul em 75 a.C. com Lúcio Otávio. Seu pai, Marco Aurélio Cota, foi um pretor e sua mãe, Rutília Rufa, havia se casado antes com o seu tio, o cônsul Lúcio Aurélio Cota (119 a.C.), e era irmã de Públio Rutílio Rufo, cônsul em 108 a.C.. Portanto, Cota era tio materno do ditador Júlio César através da mãe dele, Aurélia Cota. Marco Aurélio Cota e Lúcio Aurélio Cota, cônsules em 74 e 65 a.C. respectivamente, eram seus irmãos.

## Carreira
Em 92 a.C., defendeu seu tio, Rutílio Rufo, acusado injustamente  de extorsão durante seu mandato na Ásia. Cota era também muito ligado ao tribuno da plebe Marco Lívio Druso, assassinado em 91 a.C., ano no qual propôs, sem sucesso, sua candidatura ao tribunato. Pouco depois, foi processado segundo a Lex Varia por ter ajudado os aliados italianos durante a Guerra Socia que se seguiu. Para evitar ser condenado, decidiu se exilar voluntariamente.
Só retornou à Itália depois de 82 a.C., durante a ditadura do optimate Sula, com quem intercedeu em favor de seu jovem sobrinho Júlio César, que havia se recusado a se divorciar de sua esposa Cornélia Cinila, filha do popular Cina, inimigo de Sula. Em 75 a.C., foi eleito cônsul com Lúcio Otávio. Durante seu mandato, se indispôs com os optimates ao aprovar uma lei que anulava parte das reformas de Sula que acabava com o direito dos tribunos da plebe de propor novas leis, mas não sabemos exatamente em que medida. Aprovou ainda a Lex de iudiciis privatis, da qual nada mais sabemos, exceto que foi revogada no ano seguinte por seu irmão, Marco Aurélio Cota. Foi também durante o seu consulado que foi firmada a paz contra o rei da Numídia, Hiempsal II.
Conseguiu algumas vitórias na Gália Cisalpina, das quais quase nada se sabem, e, por conta deles, celebrou um triunfo. No dia anterior à cerimônia, porém, morreu por causa da reabertura de um antigo ferimento. Uma outra versão. contada por Cícero, relata que Cota foi atingido por um projétil lançado de uma balista enquanto tentava capturar uma vila na Gália. Teria sido um acidente, mas o projétil o atingiu bem no meio das costas, ferindo-o de morte. Os soldados responsáveis tentaram encobrir o incidente botando a culpa numa emboscada por druidas celtas, mas acabaram todos condenados à morte.
Segundo Cícero, Públio Sulpício Rufo e Cota eram os melhores jovens oradores de seu tempo: sem conseguir ascender por conta da arte da oratória, Cota baseou seu sucesso principalmente na pesquisa e na investigação dos fatos. Ele mantinha sempre o foco no essencial dos casos nos quais trabalhava, evitando todas as digressões inúteis; seu estilo era puro e simples. Cícero fez dele um de seus interlocutores em De Oratore e De natura deorum (l. III), no qual defende os princípios de uma Nova Academia. Os fragmentos de Salústio preservaram parte de um de seus discursos com o objetivo de aplacar o mau humor da plebe, especialmente depois da recusa em se modificar a distribuição de cereais.